# Сербсько-чорногорський уніонізм

Прапор союзної держави Сербія і Чорногорія, З 1992 по 2003 роки прапор Союзної Республіки Югославії

Проєкт прапора союзної держави Сербії і Чорногорії, запропонований у 2003 році

Сербсько-чорногорський уніонізм (серб. Српско-црногорски унионизам, Srpsko-crnogorski unionizam) — слов'янська політична ідеологія, яка полягає у визнанні неподільності союзу Сербії і Чорногорії. Вона визнає Чорногорію як частина політичного союзу з Сербією і протиставляється руху за незалежність Чорногорії і вихід з союзу з Сербією.

## Історія

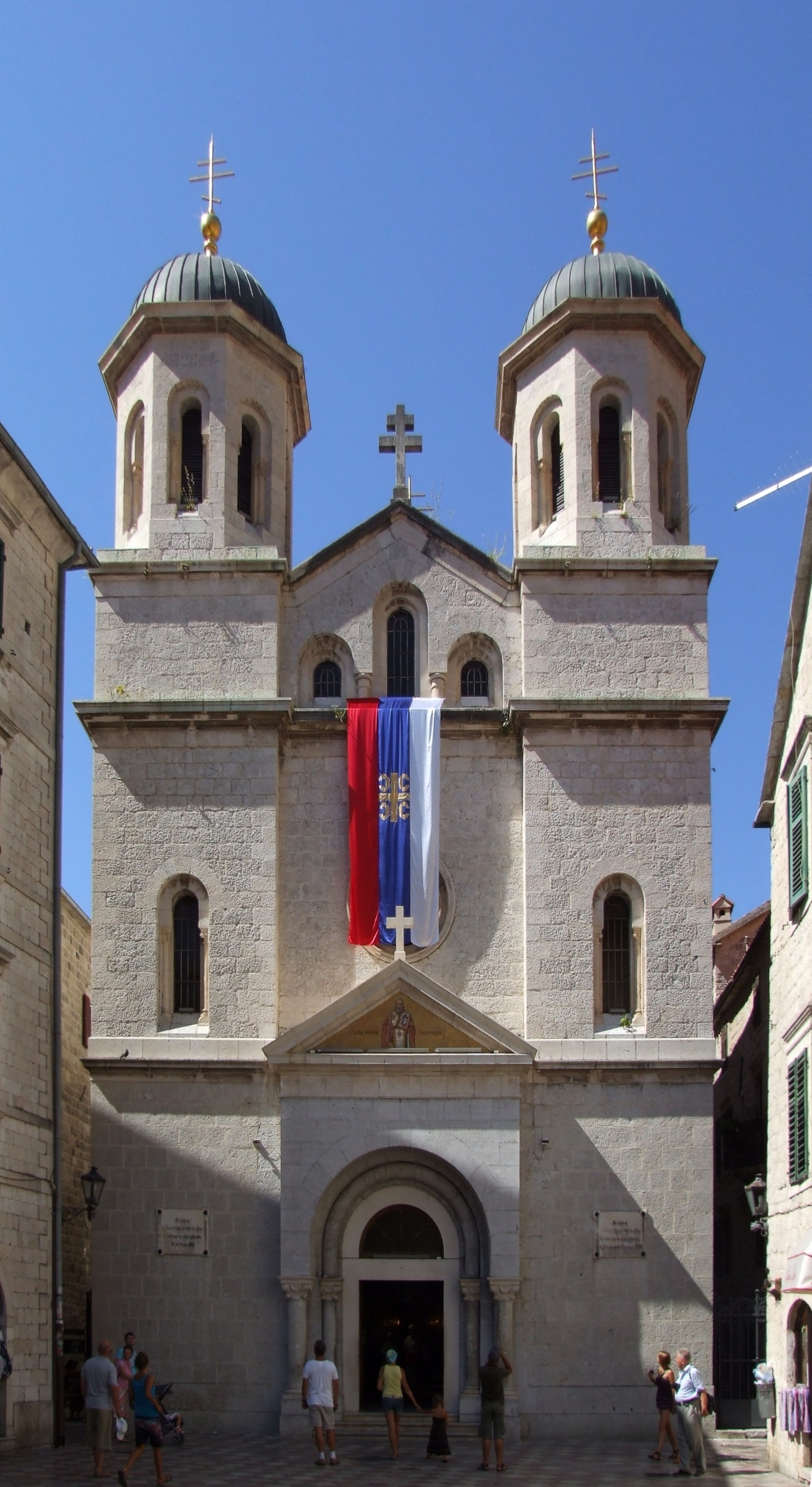
Сербська православна церква в чорногорському місті Котор

Стосунки між сербами і чорногорцями вважаються найбільш близькими серед народів колишньої Югославії. Своїм корінням вони сягають до XIX століття. Палким прихильником зближення двох народів був чорногорський володар Петро ІІ. Він виходив з того, що всі його піддані — чорногорці навіть разом узяті за чисельністю поступалися головному своєму ворогу — туркам у десятки, якщо не в сотні разів. Саме тому Петро II мріяв про об'єднання усіх південних слов'ян, спільноту яких він називав «сербством». Як і його сучасники — хорватські проповідники «ілліризму» та «югославянства», він сподівався, що ставши єдиною нацією, сусідам-слов'янам буде легше звільнитися від іноземної влади й утвердити свою незалежність. До того ж за часів Петра II слово «серб» було не тільки самоназвою певного народу (разом із ним використовували й інші), ним часто позначали православних, іноді казали: «родом хорват, а за церквою серб».
У 1878 році за результатами російсько-турецької війни Сербія і Чорногорія були офіційно визнані незалежними. На початку XX століття група чорногорських студентів, які навчалися в Белграді підготувала замах на чорногорського князя Ніколу I, але змова була розкрита. Його учасників засудили, а відносини Сербії і Чорногорії були на деякий час розірвані, так як чорногорська влада вважала, що змова здійснена за підтримки офіційної сербської влади. Сербія і Чорногорія у складі Балканської ліги грали велику роль під час Першої Балканської війни, воювали проти Троїстого союзу в роки Першої світової війни. У 1917 році Декларація на острові Корфу підтвердила майбутнє злиття Сербії і Чорногорії.

### Перша Югославія
З 24 по 26 листопада 1918 року до складу Королівства Сербії увійшли землі Срем, Банат, Бачка і Баранья, а також Королівство Чорногорія — рішення про входження останньої було ухвалено на скликаній прихильниками об'єднанняПодгорицькій скупщині. Сформувалась і нова держава — Королівство сербів, хорватів і словенців. Однак чорногорська королівська сім'я на чолі з Ніколою I змушена була емігрувати до Франції, а Нікола I, претендував на трон Чорногорії до кінця свого життя. 7 січня 1919  року прихильники чорногорської монархії і незалежності країни підняли Різдвяне повстання за підтримки італійців з метою відновлення суверенітету Чорногорії. Повстання було жорстоко придушене, багато повстанців опинились у в'язниці, де вони залишалися до 1929 року.
У самому королівстві довго ще не затихали сепаратистські і федералістські настрої. Ідеологом створення рівноправного союзу всіх народів був чорногорець Секула Дрлевіч, керівник Чорногорської федералістської партії. Колись він виступав за створення єдиної держави сербів і чорногорців (ще в роки Першої світової війни), але з часом змінив поглядих.

### Друга світова війна
6 квітня 1941 в Югославію вторглися сили вермахту, Німеччина не пробачила югославам Військового перевороту в Югославії 27 березня 1941 року.
За кілька днів югославська армія була розбита, а країна розколота на декілька маріонеткових держав. На території Чорногорії було утворено залежне від Італії королівство, фактичним правителем якого був італійський король Віктор Еммануїл III, представлений губернатором. Інші можливі претенденти відмовлялися займати престол, і навіть онук Ніколи І, Михайло Петрович-Негош, відмовився від такої ідеї. Прем'єр-міністром нового держави став той же Секула Дрлевіч.
У вересні 1943 року Італія капітулювала і вийшла з Другої світової війни, провінцію Котора захопили усташі на чолі з Анте Павеліча, а владу над Чорногорією перебрала німецька адміністрація. У липні 1944 року Операція «Драуфгенгер», блискуче проведена чорногорськими партизанами, завдала удару по позиціях вермахту, до грудня фашисти під натиском болгарських і радянських солдатів пішли з Чорногорії.

### Друга Югославія
Керівником антифашистського руху в Чорногорії був Нікола Мілянич, який керував Чорногорською антифашистською Скупщиною народного звільнення. 21 листопада 1946 він очолив Президію Конституційної скупщини Чорногорії. У новоствореній соціалістичній Югославії Чорногорія отримала статус республіки. У роки існування СФРЮ Чорногорія була одним з найвідоміших туристичних центрів: з Соціалістичної Сербією у неї був зв'язок у вигляді автотраси «Белград-Бар». Однак після смерті Йосипа Броз Тіто і перші кроки до демократизації країни єдності стали розхитуватися.
В кінці 1980-х — початку 1990-х після проведення перших з 1945 року демократичних виборів республіки стали заявляти про свої виходи зі складу Югославії. У 1991 і 1992 роках спроба вивести Чорногорію з тріском провалилася: 1 березня 1992 року на референдумі чорногорці вважали за краще залишитися в складі країни, яка хоча і носила назву «Югославія», але була соціалістичною державою. За збереження Чорногорії в складі Югославії висловилися 95,96 % тих, хто голосував (а всього у виборах взяли участь 66 % громадян СФРЮ). У той же час проживаючі там албанці, боснійці й хорвати оголосили виборам бойкот.

### Третя Югославія
Чорногорію оголосили рівноправним суб'єктом у Союзній державі Югославія разом з Сербією. Ініціатором тієї ідеї став Міло Джуканович. Однак з 1996 року він сповідував вже інші політичні переконання: відтепер метою Джукановича було постійне віддалення від Сербії і в перспективі вихід Чорногорії з союзної держави. Так Джуканович став противником Слободана Милошевича. Спроба натиснути на Милошевича і закріпити за Чорногорією право на незалежну зовнішню політику провалилася: перешкодою раптово став Євросоюз.
У 2003 році Югославія була перетворена в Державне співтовариство Сербії і Чорногорії. З 2005 року розкол в суспільстві посилився: в країні не пройшли вибори до законодавчих зборів через бездіяльність президента союзу Светозара Маровича. З березня 2005 року всі керівники держави стали приватними особами, і тоді президент Республіки Чорногорії Філіп Вуянович за підтримки Міло Джукановича виступили з пропозицією про перетворення Державного співтовариства в союз незалежних держав. Проти виступив прем'єр-міністр Воїслав Коштуніца, але висловився на підтримку президент Сербії Борис Тадич. З початку 2006 року велися переговори про проведення референдуму в Чорногорії. Влада Чорногорії і опозиція довгий час не могли знайти спільну мову: опозиція взагалі відкидала таку ідею як таку. Тільки після втручання ЄС як посередника опозиція погодилася на проведення референдуму, але з умовою: незалежність буде визнана Євросоюзом, якщо «за» висловляться хоча б 55 %. 21 травня 2006 побоювання опозиції збулися: 55,4 % виборців висловилися за незалежність Чорногорії. 3 червня 2006 року Чорногорія стала незалежною державою, а союз припинив своє існування 5 червня.

### Наші дні
В даний час в Сербії і Чорногорії існують ті партії, які виступають за відновлення союзу. У Чорногорії основними прихильниками союзу є Соціалістична народна партія Чорногорії, партія Нової сербської демократії, Демократична сербська партія, Народна партія, Партія сербського єдності і Партія сербських радикалів.

## Особливість
На відміну від ідеї про Велику Сербії і ідеологію пансербізма, сербсько-чорногорський уніонізм розцінює Чорногорію як рівноправного партнера для Сербії, визнає існування чорногорської нації і її рівноправність з сербами. Уніонізм пропагує необхідність єдності з огляду на те, що в Сербії проживає не так багато чорногорців, а в Чорногорії мало сербів.